# (15610) 2000 GY126
A (15610) 2000 GY126 a Naprendszer kisbolygóövében található aszteroida. A LINEAR projekt keretében fedezték fel 2000. április 7-én.